# Tour de France 2023/11. Etappe
Die 11. Etappe der Tour de France 2023 fand am 12. Juli 2023 statt und bildete den dritten Abschnitt der 110. Austragung in Zentralfrankreich. Die Strecke startete in Clermont-Ferrand und führte über 179,8 großteils flache Kilometer nach Moulins. Nach der Zielankunft hatten die Fahrer insgesamt 1973,8 Kilometer absolviert, was 57,9 % der Gesamtdistanz der Rundfahrt entspricht.
Im Massensprint setzte sich Jasper Philipsen (Alpecin-Deceuninck) durch, der bereits seinen vierten Etappensieg feierte. Jonas Vingegaard (Jumbo-Visma) verteidigte das Gelbe Trikot.

## Streckenführung
Der neutralisierte Start erfolgte in Clermont-Ferrand auf dem Boulevard Desaix unweit des Place de Jaude. Vorbei an der Kathedrale von Clermont-Ferrand führte die Strecke um den Jardin Lecoq, ehe die Fahrer das Zentrum auf der Fahrt Richtung Norden passierten und den Startort über die Avenue de la République verließen. Das Rennen wurde nach 10 Kilometern auf der D210 bei Gerzat freigegeben.
Nach dem offiziellen Start führte die Strecke auf breiten flachen Straßen in Richtung Norden und passierte dabei Ennezat und Aigueperse, ehe mit der Côte de Chaptuzat-Haut (490 m) die erste Bergwertung der 4. Kategorie nach 31,8 Kilometern erreicht wurde. Diese wies auf einer Länge von 1,9 Kilometern eine durchschnittliche Steigung von 5 % auf. Im Anschluss stieg die Straße zunächst weiter an und führte über Saint-Agoulin, ehe eine längere Abfahrt folgte. Bei Ébreuil nahmen die Fahrer die 2,9 Kilometer lange Côte du Mercurol (457 m) in Angriff, die im Schnitt mit 4,6 % anstieg. Die Bergwertung der 4. Kategorie, die bei Kilometer 49,5 abgenommen wird, befand sich erneut nicht auf dem höchsten Punkt, der wenige Kilometer später bei La Bosse erreicht wurde. Die Abfahrt führte über Échassières nach Lapeyrouse, wo der Zwischensprint nach 70,5 Kilometern erfolgte. Nun begann die Strecke zunehmend abzuflachen und führte über Commentry und Montluçon nach Reugny. Hier begann die Auffahrt der letzten Bergwertung des Tages, die auf der Côte de la Croix Blanche (292 m) abgenommen wurde und als Anstieg der 4. Kategorie klassifiziert war. Sie wies auf einer Länge von 1,6 Kilometern eine Durchschnittsteigung von 5,4 % auf und wurde nach 118,5 Kilometern überquert. Nun drehte die Fahrtrichtung gen Osten und die Strecke führte auf den letzten rund 60 Kilometern über Cosne-d’Allier, Gipcy und Souvigny nach Moulins.
Der Zielort Moulins wurde auf der D945 erreicht. Die Fahrer überquerten nach einem Kreisverkehr den Allier über die Pont Régemortes und bogen im Anschluss rechts auf die D528 ab. Nach 500 Metern verließen sie die breite Straße und wechselten nach einer weiteren Rechtskurve auf die Rue Baudin, die ans Ufer des Allier führte. Die letzten 1300 Meter verliefen auf dem Boulevard de Nomazy, ehe das Ziel auf der Höhe des Plan d’Eau des Champions erreicht wurde.
|                            | Ort                      | Kilometer | Länge (km) | Höhe (m) | Ø Steigung |
| -------------------------- | ------------------------ | --------- | ---------- | -------- | ---------- |
| neutralisierter Start      | Clermont-Ferrand         | −10       |            |          |            |
| offizieller Start          | Gerzat (D210)            | 0         |            |          |            |
| Bergwertung (4. Kategorie) | Côte de Chaptuzat-Haut   | 31,8      | 1,9        | 490      | 5 %        |
| Bergwertung (4. Kategorie) | Côte du Mercurol         | 49,5      | 2,9        | 457      | 4,6 %      |
| Zwischensprint             | Lapeyrouse               | 70,5      |            |          |            |
| Bergwertung (4. Kategorie) | Côte de la Croix Blanche | 118,5     | 1,6        | 292      | 5,4 %      |
| Ziel                       | Moulins                  | 179,8     |            |          |            |

## Rennverlauf
Nach wenigen Kilometern setzen sich mit Matis Louvel (Arkéa-Samsic), Daniel Oss (TotalEnergies) und Andrey Amador (EF Education-EasyPost) drei Fahrer vom Hauptfeld ab. Das Trio fuhr einen maximalen Vorsprung von knapp vier Minuten heraus, ehe die Mannschaften der Sprinter die Nachführarbeit im Peloton übernahmen. Die ersten Bergwertungen auf der Côte de Chaptuzat-Haut und Côte du Mercurol sicherten sich Matis Louvel und Daniel Oss, während der Vorsprung der Ausreißer auf etwas über eine Minute schmolz. Beim Zwischensprint setzte sich Matis Louvel vor Andrey Amador und Daniel Oss durch, ehe sich Jasper Philipsen (Alpecin-Deceuninck) die meisten Punkte im Hauptfeld sicherte und seinen Vorsprung in der Punktewertung weiter ausbaute.
In der zweiten Rennhälfte begann es zu regnen. Daniel Oss sicherte sich die letzte Bergwertung des Tages auf der Côte de la Croix Blanche und verblieb als letzter Fahrer in der Spitze, nachdem sich seine Fluchtgefährten im Finale zurückfallen ließen. Schließlich wurde auch der Italiener 14 Kilometer vor dem Ziel vom Peloton gestellt. Im Zielsprint setzte sich erneut Jasper Philipsen durch, der auf den letzten Metern an Dylan Groenewegen (Jayco AlUla) vorbeiging. Platz drei ging an den Deutschen Phil Bauhaus (Bahrain Victorious).
Jonas Vingegaard verteidigte das Gelbe Trikot und lag weiterhin vor Tadej Pogačar, der die Nachwuchswertung anführte. Neilson Powless (EF Education-EasyPost) verteidigte die Führung in der Bergwertung, während Jasper Philipsen seinen Vorsprung in der Punktewertung weiter ausbaute. In der Mannschaftswertung blieb das Team Bahrain Victorious an der ersten Position. Alle 169 Starter erreichten das Ziel, wobei Daniel Oss zum kämpferischsten Fahrer gewählt wurde.

## Ergebnis
| \| Etappenergebnis \| Etappenergebnis \| Etappenergebnis \| Etappenergebnis \| Etappenergebnis \| \| Fahrer \| Fahrer \| Land \| Team \| Zeit \| \| --------------- \| ------------------ \| --------------- \| ---------------------- \| --------------- \| \| 1. \| Jasper Philipsen \| Belgien \| Alpecin-Deceuninck \| 4 h 01 min 07 s \| \| 2. \| Dylan Groenewegen \| Niederlande \| Team Jayco AlUla \| + 0 s \| \| 3. \| Phil Bauhaus \| Deutschland \| Bahrain Victorious \| + 0 s \| \| 4. \| Bryan Coquard \| Frankreich \| Cofidis \| + 0 s \| \| 5. \| Mads Pedersen \| Dänemark \| Lidl-Trek \| + 0 s \| \| 6. \| Alexander Kristoff \| Norwegen \| Uno-X Pro Cycling Team \| + 0 s \| \| 7. \| Luca Mozzato \| Italien \| Arkéa-Samsic \| + 0 s \| \| 8. \| Peter Sagan \| Slowakei \| TotalEnergies \| + 0 s \| \| 9. \| Wout van Aert \| Belgien \| Jumbo-Visma \| + 0 s \| \| 10. \| Sam Welsford \| Australien \| Team DSM-Firmenich \| + 0 s \| |                    |             |                        |                 |
| |                    |             |                        |                 |
| Quelle: ProCyclingStats |                    |             |                        |                 |
| Etappenergebnis |                    |             |                        |                 |
| Fahrer | Fahrer             | Land        | Team                   | Zeit            |
| 1. | Jasper Philipsen   | Belgien     | Alpecin-Deceuninck     | 4 h 01 min 07 s |
| 2. | Dylan Groenewegen  | Niederlande | Team Jayco AlUla       | + 0 s           |
| 3. | Phil Bauhaus       | Deutschland | Bahrain Victorious     | + 0 s           |
| 4. | Bryan Coquard      | Frankreich  | Cofidis                | + 0 s           |
| 5. | Mads Pedersen      | Dänemark    | Lidl-Trek              | + 0 s           |
| 6. | Alexander Kristoff | Norwegen    | Uno-X Pro Cycling Team | + 0 s           |
| 7. | Luca Mozzato       | Italien     | Arkéa-Samsic           | + 0 s           |
| 8. | Peter Sagan        | Slowakei    | TotalEnergies          | + 0 s           |
| 9. | Wout van Aert      | Belgien     | Jumbo-Visma            | + 0 s           |
| 10. | Sam Welsford       | Australien  | Team DSM-Firmenich     | + 0 s           |

## Gesamtstände
| \| Gesamtwertung \| Gesamtwertung \| Gesamtwertung \| Gesamtwertung \| Gesamtwertung \| \| Fahrer \| Fahrer \| Land \| Team \| Zeit \| \| ------------- \| ---------------- \| ---------------------- \| ------------------ \| ---------------- \| \| 1. \| Jonas Vingegaard \| Dänemark \| Jumbo-Visma \| 46 h 34 min 27 s \| \| 2. \| Tadej Pogačar \| Slowenien \| UAE Team Emirates \| + 17 s \| \| 3. \| Jai Hindley \| Australien \| Bora-Hansgrohe \| + 2 min 40 s \| \| 4. \| Carlos Rodríguez \| Spanien \| Ineos Grenadiers \| + 4 min 22 s \| \| 5. \| Pello Bilbao \| Spanien \| Bahrain Victorious \| + 4 min 34 s \| \| 6. \| Adam Yates \| Vereinigtes Königreich \| UAE Team Emirates \| + 4 min 39 s \| \| 7. \| Simon Yates \| Vereinigtes Königreich \| Team Jayco AlUla \| + 4 min 44 s \| \| 8. \| Thomas Pidcock \| Vereinigtes Königreich \| Ineos Grenadiers \| + 5 min 26 s \| \| 9. \| David Gaudu \| Frankreich \| Groupama-FDJ \| + 6 min 01 s \| \| 10. \| Sepp Kuss \| Vereinigte Staaten \| Jumbo-Visma \| + 6 min 45 s \| |                  |                        |                    |                  |
| |                  |                        |                    |                  |
| Quelle: ProCyclingStats |                  |                        |                    |                  |
| Gesamtwertung |                  |                        |                    |                  |
| Fahrer | Fahrer           | Land                   | Team               | Zeit             |
| 1. | Jonas Vingegaard | Dänemark               | Jumbo-Visma        | 46 h 34 min 27 s |
| 2. | Tadej Pogačar    | Slowenien              | UAE Team Emirates  | + 17 s           |
| 3. | Jai Hindley      | Australien             | Bora-Hansgrohe     | + 2 min 40 s     |
| 4. | Carlos Rodríguez | Spanien                | Ineos Grenadiers   | + 4 min 22 s     |
| 5. | Pello Bilbao     | Spanien                | Bahrain Victorious | + 4 min 34 s     |
| 6. | Adam Yates       | Vereinigtes Königreich | UAE Team Emirates  | + 4 min 39 s     |
| 7. | Simon Yates      | Vereinigtes Königreich | Team Jayco AlUla   | + 4 min 44 s     |
| 8. | Thomas Pidcock   | Vereinigtes Königreich | Ineos Grenadiers   | + 5 min 26 s     |
| 9. | David Gaudu      | Frankreich             | Groupama-FDJ       | + 6 min 01 s     |
| 10. | Sepp Kuss        | Vereinigte Staaten     | Jumbo-Visma        | + 6 min 45 s     |

| Punktewertung | Punktewertung     | Punktewertung | Punktewertung            | Punktewertung |
| Fahrer        | Fahrer            | Land          | Team                     | Punkte        |
| ------------- | ----------------- | ------------- | ------------------------ | ------------- |
| 1.            | Jasper Philipsen  | Belgien       | Alpecin-Deceuninck       | 323 P.        |
| 2.            | Bryan Coquard     | Frankreich    | Cofidis                  | 178 P.        |
| 3.            | Mads Pedersen     | Dänemark      | Lidl-Trek                | 159 P.        |
| 4.            | Wout van Aert     | Belgien       | Jumbo-Visma              | 120 P.        |
| 5.            | Jordi Meeus       | Belgien       | Bora-Hansgrohe           | 96 P.         |
| 6.            | Dylan Groenewegen | Niederlande   | Team Jayco AlUla         | 92 P.         |
| 7.            | Biniam Girmay     | Eritrea       | Intermarché-Circus-Wanty | 90 P.         |
| 8.            | Tadej Pogačar     | Slowenien     | UAE Team Emirates        | 85 P.         |
| 9.            | Victor Lafay      | Frankreich    | Cofidis                  | 80 P.         |
| 10.           | Caleb Ewan        | Australien    | Lotto Dstny              | 75 P.         |

| Bergwertung | Bergwertung                | Bergwertung        | Bergwertung            | Bergwertung |
| Fahrer      | Fahrer                     | Land               | Team                   | Punkte      |
| ----------- | -------------------------- | ------------------ | ---------------------- | ----------- |
| 1.          | Neilson Powless            | Vereinigte Staaten | EF Education-EasyPost  | 46 P.       |
| 2.          | Felix Gall                 | Österreich         | AG2R Citroën Team      | 28 P.       |
| 3.          | Tobias Halland Johannessen | Norwegen           | Uno-X Pro Cycling Team | 26 P.       |
| 4.          | Ruben Guerreiro            | Portugal           | Movistar Team          | 22 P.       |
| 5.          | Michael Woods              | Kanada             | Israel-Premier Tech    | 20 P.       |
| 6.          | Tadej Pogačar              | Slowenien          | UAE Team Emirates      | 19 P.       |
| 7.          | Jai Hindley                | Australien         | Bora-Hansgrohe         | 19 P.       |
| 8.          | Giulio Ciccone             | Italien            | Lidl-Trek              | 19 P.       |
| 9.          | Jonas Vingegaard           | Dänemark           | Jumbo-Visma            | 18 P.       |
| 10.         | Pierre Latour              | Frankreich         | TotalEnergies          | 16 P.       |

| Nachwuchswertung | Nachwuchswertung           | Nachwuchswertung       | Nachwuchswertung       | Nachwuchswertung  |
| Fahrer           | Fahrer                     | Land                   | Team                   | Zeit              |
| ---------------- | -------------------------- | ---------------------- | ---------------------- | ----------------- |
| 1.               | Tadej Pogačar              | Slowenien              | UAE Team Emirates      | 46 h 34 min 44 s  |
| 2.               | Carlos Rodríguez           | Spanien                | Ineos Grenadiers       | + 4 min 05 s      |
| 3.               | Thomas Pidcock             | Vereinigtes Königreich | Ineos Grenadiers       | + 5 min 09 s      |
| 4.               | Felix Gall                 | Österreich             | AG2R Citroën Team      | + 9 min 29 s      |
| 5.               | Mattias Skjelmose          | Dänemark               | Lidl-Trek              | + 27 min 26 s     |
| 6.               | Mathieu Burgaudeau         | Frankreich             | TotalEnergies          | + 40 min 52 s     |
| 7.               | Tobias Halland Johannessen | Norwegen               | Uno-X Pro Cycling Team | + 49 min 53 s     |
| 8.               | Matteo Jorgenson           | Vereinigte Staaten     | Movistar Team          | + 58 min 52 s     |
| 9.               | Matis Louvel               | Frankreich             | Arkéa-Samsic           | + 1 h 06 min 17 s |
| 10.              | Matthew Dinham             | Australien             | Team DSM-Firmenich     | + 1 h 16 min 39 s |

| Mannschaftswertung | Mannschaftswertung | Mannschaftswertung           | Mannschaftswertung |
| Team               | Team               | Land                         | Zeit               |
| ------------------ | ------------------ | ---------------------------- | ------------------ |
| 1.                 | Bahrain Victorious | Bahrain                      | 139 h 58 min 20 s  |
| 2.                 | Ineos Grenadiers   | Vereinigtes Königreich       | + 1 min 18 s       |
| 3.                 | Jumbo-Visma        | Niederlande                  | + 5 min 00 s       |
| 4.                 | AG2R Citroën Team  | Frankreich                   | + 13 min 58 s      |
| 5.                 | UAE Team Emirates  | Vereinigte Arabische Emirate | + 16 min 19 s      |
| 6.                 | Groupama-FDJ       | Frankreich                   | + 19 min 12 s      |
| 7.                 | Bora-Hansgrohe     | Deutschland                  | + 37 min 23 s      |
| 8.                 | Movistar Team      | Spanien                      | + 45 min 15 s      |
| 9.                 | Lidl-Trek          | Vereinigte Staaten           | + 1 h 13 min 49 s  |
| 10.                | Team Jayco AlUla   | Australien                   | + 1 h 23 min 04 s  |

## Trivia
Moulins war zum ersten Mal Etappenort der Tour de France. Es war bis dato die einzige Präfektur (im europäischen Teil Frankreichs), die noch nie Etappenort war. Ohne Etappenhalt hatte die Tour Moulins schon zuvor passiert, unter anderem auf der allerersten Etappe Paris–Lyon während der Tour de France 1903.